# Deborah Kaufmann
Deborah Kaufmann (* 23. März 1970 in Kleinmachnow, DDR) ist eine deutsche Schauspielerin.

## Leben

### Familie und Ausbildung
Deborah Kaufmann wurde als Tochter der Schauspielerin Angela Brunner und des deutsch-australischen Schriftstellers Walter Kaufmann geboren. Sie wuchs in ihrem Geburtsort Kleinmachnow auf. Als Baby wirkte sie bereits an der Seite ihrer Mutter in dem DEFA-Film Der Mann, der nach der Oma kam mit. Kaufmann absolvierte nach ihrer Schulzeit von 1986 bis 1990 eine Schauspielausbildung an der Schauspielschule Ernst Busch in Ost-Berlin.

### Theater
Kaufmann hatte seit 1990 verschiedene Theaterengagements. 1990 trat sie an der Volksbühne am Rosa-Luxemburg-Platz in dem Theaterstück Gorbatschow-Fragment von Jörg-Michael Koerbl (* 1950) auf. Außerdem spielte sie während ihrer ersten Jahre am Berliner Ensemble (BE) unter anderem in Inszenierungen von Manfred Wekwerth und Angelika Waller auf, so 1991 als Irene in Wallers Inszenierung von Ferdinand Bruckners Schauspiel Krankheit der Jugend in einer Studio-Inszenierung des BE und in der Spielzeit 1991/1992 als Helene in Wekwerths Inszenierung der Gesellschaftskomödie Der Florentiner Strohhut von Eugène Labiche.
1992 lernte sie bei einem Vorsprechen den Regisseur Peter Zadek kennen. Unter der Regie von Zadek trat Kaufmann dann am Berliner Ensemble und an den Münchner Kammerspielen auf. Zadek besetzte sie 1993 (Premiere: 13. Juni 1993) als Hausmädchen Edvige in seiner ersten eigenen Inszenierung als Mit-Intendant des Berliner Ensembles in der Bühnenfassung von Das Wunder von Mailand, nach der Novelle Das Wunder von Bamba (Originaltitel: Totò il buono) von Cesare Zavattini. Weitere Rollen Kaufmanns unter Zadeks Regie waren dann am Berliner Ensemble unter anderem Jessica in Der Kaufmann von Venedig (Spielzeit 1993/94 und Spielzeit 1994/95), Charmion (Dienerin Kleopatras) in Antonius und Cleopatra (Premiere: Spielzeit 1994/95) und die verstorbene Tochter Bridget in Mondlicht von Harold Pinter (Premiere: Spielzeit 1994/95).
In der Spielzeit 1994/95 hatte sie ein Gastengagement am Landestheater Stralsund; sie spielte die Titelrolle in Maria Stuart. 
An den Münchner Kammerspielen trat Kaufmann neben Lambert Hamel, Thomas Holtzmann und Christa Berndl in der Uraufführung von Zadeks Inszenierung Alice im Wunderland (nach Motiven von Lewis Carroll) auf; die Premiere war im Dezember 1996. An den Münchner Kammerspielen folgte in der Spielzeit 1996/97 (Premiere: Oktober 1996) die Rolle der Lady Anne in Zadeks Richard III.-Inszenierung; ihr Partner war Paulus Manker als Gloucester. Mit dieser Produktion gastierte Kaufmann auch bei den Wiener Festwochen.
Ab der Spielzeit 2003/04 (Premiere: April 2004) spielte sie am Berliner Ensemble, erneut unter der Regie von Peter Zadek, die Rolle der Ingrid in dessen Peer Gynt-Inszenierung.
2011 übernahm sie am St. Pauli Theater in Hamburg, neben Eva Mattes, Angela Winkler, Uwe Bohm und Knut Koch, die Rolle der Elaine Harper/Brewster in der Kriminalkomödie Arsen und Spitzenhäubchen von Joseph Kesselring in einer Inszenierung des Stücks von Ulrich Waller. In dieser Rolle gastierte sie mit dieser Produktion unter anderem am Renaissance-Theater Berlin (2012 und 2014) und am Theatre National de Luxembourg (2012). In der Spielzeit 2014/15 trat Kaufmann am Hamburger St. Pauli-Theater erneut als Elaine auf. Diese Rolle übernahm sie dort erneut bei einigen Aufführungen im Januar 2017. Auch in der Spielzeit 2017/18 trat Kaufmann am St. Pauli Theater wieder als Elaine auf.
Am Renaissance-Theater Berlin spielte sie außerdem in der Saison 2012/13 die Stiftungssprecherin Vera in Lutz Hübners Theaterstück Das Richtfest.

### Film und Fernsehen
Kaufmann wirkte seit 1995 bereits in mehr als 60 Fernseh- und Kinoproduktionen mit. Dazu gehören Der Trinker (1995) von Tom Toelle nach dem gleichnamigen Roman von Hans Fallada, Detlev Bucks Männerpension (1996), Rainer Kaufmanns Der Job seines Lebens (2003) und seine Fortsetzung Der Job seines Lebens 2 – Wieder im Amt von Hajo Gies, Elementarteilchen (2006) von Oskar Roehler, die Fernsehfilme Eine Robbe zum Verlieben (2006) und Eine Robbe und das große Glück (2007), sowie Carsten Fiebelers Kinofilm Sushi in Suhl (2012).

### Privates
Deborah Kaufmann lebt in Kleinmachnow. Ihre Tochter Rachel Brings ist ebenfalls Schauspielerin.

## Filmografie (Auswahl)
- 1971: Der Mann, der nach der Oma kam
- 1973: Die lieben Mitmenschen (Fernsehserie; Folge: Kinder, Kinder)
- 1989: Johanna (Fernsehserie)
- 1990: Rückkehr aus der Wüste
- 1990: Wie ein Vogel im Schwarm (Fernsehfilm)
- 1993: Adamski
- 1993: König der letzten Tage (Fernseh-Zweiteiler)
- 1995: Der Trinker (Fernsehfilm)
- 1996: Tatort: Tod im Jaguar (Fernsehreihe)
- 1996: Gnadenlos – Zur Prostitution gezwungen (Fernsehfilm)
- 1996: Männerpension
- 1998: Der Laden (Fernseh-Dreiteiler)
- 1999: Gnadenlos 2 – Ausgeliefert und missbraucht (Fernsehfilm)
- 2002: Die Rückkehr
- 2002: Das Duo – Im falschen Leben
- 2003: Der Job seines Lebens (Fernsehfilm)
- 2004: Der Job seines Lebens 2 – Wieder im Amt (Fernsehfilm)
- 2004: Die Rückkehr des Vaters (Fernsehfilm)
- 2005: Kanzleramt (Fernsehserie)
- 2005: Tatort: Tiefer Fall (Fernsehreihe)
- 2005: Der Bernsteinfischer (Fernsehfilm)
- 2006: Elementarteilchen
- 2006: SOKO Kitzbühel (Fernsehserie, Folge: Betrogen!)
- 2006: Mondscheinkinder
- 2006: Die Nonne und der Kommissar (Fernsehfilm)
- 2006: Eine Robbe zum Verlieben (Fernsehfilm)
- 2007: Eine Robbe und das große Glück (Fernsehfilm)
- 2007: Du gehörst mir (Fernsehfilm)
- 2008: KDD – Kriminaldauerdienst (Fernsehserie, drei Folgen)
- 2009: SOKO Wismar (Fernsehserie, Folge: Er gehört mir)
- 2010: Unter anderen Umständen: Tod im Kloster (Fernsehreihe)
- 2010: Die Deutschen (Fernsehdokumentation; Folge: Hildegard von Bingen und die Macht der Frauen)
- 2011: Alles was recht ist – Väter, Töchter, Söhne (Fernsehserie)
- 2011: Notruf Hafenkante (Fernsehserie, Folge: Die letzte Reise)
- 2012: Sushi in Suhl
- 2014: Familienfieber
- 2016: Ein Mann unter Verdacht (Fernsehfilm)
- 2016: In aller Freundschaft – Die jungen Ärzte (Fernsehserie, Folge: Auf den zweiten Blick)
- 2017: Bettys Diagnose (Fernsehserie, Folge: Neuanfang)
- 2017: Die Eifelpraxis (Fernsehserie, Folge: Väter und ihre Söhne)
- 2017: Zuckersand
- 2017: Ein Fall für zwei (Fernsehserie, Folge: Der Abschiedsbrief)
- 2017: Notruf Hafenkante (Fernsehserie, Folge: Gestohlenes Leben)
- 2017: Dark (Fernsehserie)
- 2018: Hubert und Staller (Fernsehserie, Folge: Spieglein)
- 2018: Was uns nicht umbringt
- 2018: SOKO Stuttgart (Fernsehserie, Folge: Tod eines Drecksacks)
- 2018: Schwimmen
- 2019: SOKO Potsdam (Fernsehserie, Folge: Selbstmordbaum)
- 2020: Tatort: Die goldene Zeit (Fernsehreihe)
- 2020: Polizeiruf 110: Tod einer Toten (Fernsehreihe)
- 2021: Für immer Sommer 90 (Spielfilm)
- 2021: Ein starkes Team: Man lebt nur zweimal (Fernsehreihe)
- 2021: Die Chefin (Fernsehserie, Folge: Heilung)
- 2021: Die Heimsuchung (Fernsehfilm)
- 2022: WaPo Bodensee (Fernsehserie, Folge: Alte Rechnungen)
- 2024: In aller Freundschaft – Die jungen Ärzte (Fernsehserie, Folge: Befreiung)
- 2025: Marzahn Mon Amour (Fernsehserie)
- 2025: Trapps Sommer (Fernsehfilm)

## Theater
- 1990: Thomas Brasch: Rotter – Märchen aus Deutschland (Elisabeth) – Regie: Christoph Schroth (Berliner Ensemble)

## Hörspiele
- 1991: Mirjana Buljan: Der siebente Bruder (Donika) – Regie: Barbara Plensat (Hörspiel – Funkhaus Berlin/ORF)
- 2001: Norbert Zähringer: Die kleinen und die Bösen – Regie: Annette Berger (Hörspiel – DLR)
- 2011: Marianne Zückler: Die Läuferin (Claudia) – Regie: Andrea Getto (Hörspiel – RBB/NDR)